# Bandera de Chipre
La actual bandera de Chipre fue adoptada el 16 de agosto de 1960 y modificada el 24 de abril de 2006. Muestra un mapa entero de la isla de color cobre (metal que le dio fama a la isla durante toda su historia y del que deriva su nombre), con dos ramas de olivo en la parte de abajo, sobre fondo blanco (tanto el color como las ramas de olivo son símbolos de la paz).
La bandera de Chipre fue elegida por el presidente de la República, Makarios III, en 1960, tras una propuesta de un maestro de escuela turcochipriota, İsmet Vehit Güney.

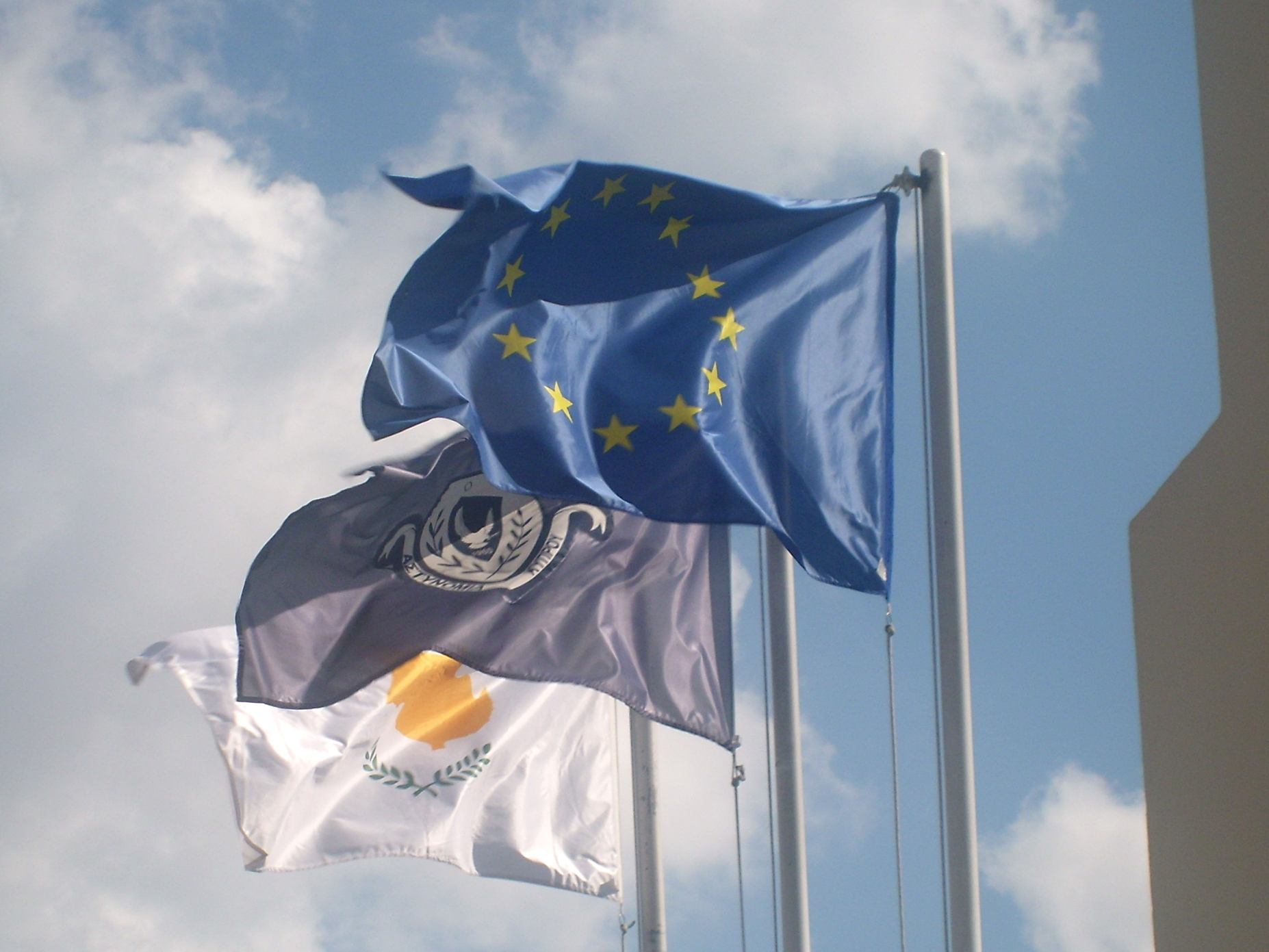
Banderas de Chipre y de la Unión Europea.

El azul y el rojo (los colores de la bandera de Grecia y la bandera del Imperio otomano, respectivamente) fueron evitados a propósito con objeto de hacer la bandera neutral. Sin embargo, hoy la bandera es vista como un símbolo de los grecochipriotas.

## Galería de banderas históricas

Estandarte real de los reyes de Chipre, en el que se muestran las armas de los Reinos de Jerusalén, Chipre y Armenia.
Bandera de Chipre británica (1881-1922)
Bandera de Chipre británica (1922-1960)
Bandera de Chipre (1960)
Bandera de Chipre (1960-2006)

## Galería de banderas

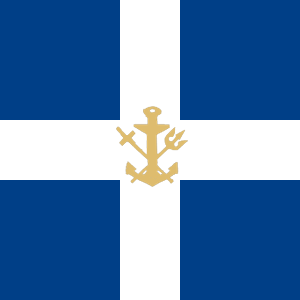
Pabellón naval de la República de Chipre.
Bandera propuesta para la República Unificada de Chipre.
Bandera de la Iglesia ortodoxa de Chipre.